# Trouble Chocolate
Trouble Chocolate (トラブルチョコレート Toraburu Chokorēto?) es un anime creado por AIC. 

## Historia
Un chico llamado Cacao está en su clase de magia para sellar al espíritu de un árbol con su profesor Ghana. Cacao se come un chocolate mágico de hace 200 años. Esto hace que se emborrache y malogre el hechizo de Ghana y el espíritu, Hinano, escapa y posee a una muñeca. Así Hinano va a vivir con Cacao. La historia no tiene relevancia aparente y se trata de parodias de animes y doramas muy a lo Lucky Star o Gintama.

## Personajes
- Hinano (ヒナノ Hinano)- Originalmente una muñeca de madera en el que se posesiona un espíritu de un árbol (por culpa de Cacao). Se enamora de Cacao. Es inocente y sabe muy poco sobre el mundo, además hace cosas que imita de Cacao lo cual siempre la mete en problemas.

- Cacao (カカオ Kakao) - Un chico normal quien al hacer mal un truco de magia hace que el espíritu de un árbol se posesione dentro de una muñeca llamada Hinano. Se emborracha comiendo chocolate.

- Deborah (デボラ Debora)- La ex idol del Colegio (pues es reemplazada por Hinano). Es novia de Murakata y siempre se les ve en ridículas poses y escenas amorosas (como parodias de Titanic, etc).

- Murakata (ムラカタ Murakata)- El típico chico popular. Es novio de Deborah y es común viéndolos hacer parodias estúpidas de amor.

- Truffle (トリュフ Tarufa)(Trufa) - Chico amigo de Cacao pero está enamorado de Hinano y este quiere sorprenderla. Sin embargo Hinano no lo nota ni tiene el menor interés en el

- Almond (アーモンド) (Almendra) - Niño salvaje amigo de Cacao y Trufa quien lo sigue por todas partes. Es impulsivo y siempre se pelea con Cacao.

- Ghana (ガーナ Gana) - El profesor causante del despertar de Hinano. Villano.

- Big Bang Hidenari (ビッグバーン)

- Papaya (パパイヤ Papaya)

- Hiroshi-sensei

- Matcha (抹茶 Matcha)(Té Verde) - Asistente de Wheat. Su hermana es Azuki.

- Azuki (小豆 Azuki)(Frijol Rojo) - También asistente de Wheat. Su hermana es Matcha.

- Wheat (Trigo) - Extraño gato cuyas asistentes son Azuki y Matcha.

- Sardina (イワシ)

- Mint (ミント Minto) (Menta) - Chica impulsiva quien quiere gobernar al mundo por medio de una dictadura, pero...no es tan fácil como parece. Se hace amiga de Hinao y Cacao.

## Temas
- Opening
  - "CHOCO" por Sakura Tange y Kyoko Hikami.
- Endings
  - "Ne Nande" por Yoshizawa Rie (ep. 1-12)
  - "Anata ni Aitakute ~Missing You~ " por Sakura Tange y Kyoko Hikami (ep. 13-20)

## Reparto Japonés
- Sakura Tange (Hinano)
- Tomoki Yanagi (Cacao)
- Kyoko Hikami (Deborah)
- Hiromichi Kogami (Murakata)
- Yasuyuki Kase (Trufa)
- Ikue Otani (Almendra)
- Tomohiro Tsuboi (Ghana)
- Yuko Sasamoto (Matcha)
- Yumi Amikake (Azuki)
- Yumiko Watanabe (Wheat)
- Yui Horie (Mint)

- Datos: Q2550567